# しずおかプラス1
『しずおかプラス1』は、SDT静岡第一テレビにて1988年4月4日 - 1991年3月29日の間にかけて放送されたローカルニュース番組である（=NNNニュースプラス1の静岡県ローカルパート）。
当時の基幹ニュース『NNNニュースプラス1』のローカルパートにあたるが、前番組『NNN Todayしずおか』のようなネット・ローカル混在の構成ではなく、18:30-18:55（JST）と時間枠は決まっていた（いわゆる、別番組扱い）。

## 概略
- 前番組『NNN Todayしずおか』と、基本的には同じ内容であった。
- キャスターの交代が1989年4月3日にあり、それまで男女コンビで伝えていたものが、ここから男性アナ1人での進行に改められた。

## 歴代キャスター
初期（1988年4月 - 1989年3月）
- 若月雄介（当時第一テレビアナウンサー）
- 今村知子（当時第一テレビアナウンサー）

中・末期（1989年4月 - 最終回）
- 田辺稔（当時第一テレビアナウンサー）[1][2]
- 宇波育代[2]

## 放送時間
- 1988年4月4日 - 1991年3月29日 月曜日 - 金曜日 18:30 - 18:55（日本テレビ発の「ニュースプラス1」からCMなしで直結）

## 雑記
- 1990年3月、SDT本社社屋の増改築工事が終了し、新たに報道専用スタジオ「Jスタジオ（情報センター・スタジオ）」が新設された。それまでは、この番組はAスタジオから、他のニュース番組はマスター（主調整室）のアナウンスブースから放送されていたが、Jスタジオ完成に伴い、いわゆる報道系番組は基本的にJスタジオに集約された。